# Изложба „Нови чланови” (1985)
Изложба „Нови чланови” се одржала од маја до септембра 1985. године у Уметничкој галерији у Мајданпеку, Галерији Удружења ликовних уметника Србије, Дому културе Смедерево, Радничком универзитету и Центру за културу и уметност Алексинац.

## Излагачи

### Сликарство и цртеж
1. Алекса Арсовић
2. Гордана Башкот
3. Миливоје Богатиновић
4. Зоран Благојевић
5. Андрија Витез
6. Златко Вићентијевић
7. Јовица Дејановић
8. Благоје Димић
9. Љубинка Димитријевић
10. Бранко Димић
11. Градимир Ђери
12. Драгослав Живковић
13. Срећко Здравковић
14. Небојша Здравковић
15. Миомир Здравковић
16. Љиљана Јарић
17. Александар Јанићијевић
18. Љубивоје Јовановић
19. Владимир Јовановић
20. Зоран Јуреш
21. Марина Калезић
22. Верица Карановић
23. Радомир Кнежевић
24. Ненад Корица
25. Радомир Кундачина
26. Бориша Луковић
27. Жарко Љутица
28. Драган Марјановић
29. Томислав Марковић
30. Миливоје Марковић
31. Бранко Мохоровић
32. Зорица Миловановић
33. Младен Мићуновић
34. Светлана Миша Јовановић
35. Радован Миразовић
36. Зоран Михајловић
37. Златомир Михајловић
38. Бранка Новаковић
39. Јован Ока
40. Иван Павић
41. Спасоје Папић
42. Михаило Петковић
43. Никола Пилиповић
44. Биљана Поповић
45. Братислав Петровић
46. Весна Перуновић
47. Мирослав Пршендић
48. Марица Прешић
49. Мирјана Роквић
50. Саша Савић
51. Маја Сковран
52. Мирослав Станојловић
53. Душан Старчевић
54. Слађана Стојановић
55. Биљана Стојановић
56. Мирјана Суботин Николић
57. Мирољуб Тодоровић
58. Зоран Тодоровић
59. Зоран Тодовић
60. Милан Тепавац
61. Дејан Уларџић
62. Петрос Фотинос

### Графика
1. Љубомир Иванковић
2. Милош Стојић
3. Ненад Николић
4. Душица Жарковић
5. Марија Илић
6. Младен Мирић
7. Невенка Радојчић
8. Биљана Лазић

### Вајарство
1. Златко Гламочак
2. Маријана Данчевић
3. Зоран Јездимировић
4. Љубомир Лацковић
5. Владимир Оташевић
6. Бранислав Панић